# Gällaryds församling
Gällaryds församling är en församling i Östbo-Västbo kontrakt, Växjö stift och Värnamo kommun, Sverige. Ingår i Voxtorps pastorat.

## Administrativ historik
Församlingen har medeltida ursprung.
Församlingen utgjorde under medeltiden (1300-talet) ett eget pastorat för att sedan till 1 maj 1926 vara annexförsamling i pastoratet Rydaholm och Gällaryd, för att från 1926 till 1962 utgöra ett eget pastorat. Från 1962 blev församlingen moderförsamling i pastoratet Gällaryd, Voxtorp och Tånnö, där från 1 augusti 1986 Voxtorp är moderförsamling.

## Kyrkor
- Ohs kyrka
- Gällaryds kyrka